# At the Heart of Winter
Albums de Immortal
Blizzard Beasts
(1997) Damned in Black
(2000)
At The Heart Of Winter est le cinquième album studio du groupe de black metal norvégien Immortal. Cet album est sorti au cours de l'année 1999 et a été produit par le label Osmose Productions.
C'est le premier album du groupe produit sans Demonaz, le guitariste, car il souffrait de tendinites.
C'est également l'un des deux albums du groupe à ne pas avoir de photo de ses membres sur sa pochette, avec All Shall Fall.

## Composition
- Abbath -Chant/Guitare/Basse/Claviers
- Horgh - Batterie

## Liste des morceaux
1. Withstand The Fall Of Time - 8:29
2. Solarfall - 6:02
3. Tragedies Blows At Horizon - 8:55
4. Where Dark And Light Don't Differ - 6:45
5. At The Heart Of Winter - 8:00
6. Years Of Silent Sorrow - 7:55